# Пшисуха
Пшису́ха (пол. Przysucha [pʂɨˈsuxa]) — город в Польше, входит в Мазовецкое воеводство, Пшисухский повят. Имеет статус городско-сельской гмины. Занимает площадь 6,98 км². Население — 6762 человека (на 2004 год).

## Известные уроженцы
- Симха Бунем из Пшисухи (1765—1826) — лидер хасидов Польши, создатель пшисухского направления в хасидизме
- Кольберг, Оскар (1814—1890) — польский этнограф, фольклорист и композитор.